# Dècada del 1130

## Esdeveniments
- La dinastia almohade s'estableix al Marroc
- Es funda la universitat d'Oxford
- Geoffroy de Monmouth comença a escriure les històries que serviran de base per a la llegenda del rei Artús.
- 11 d'octubre de 1137 - Barbastre (l'Aragó): neix la Corona d'Aragó: Ramon Berenguer IV, comte de Barcelona, hi signa amb Ramir II, rei d'Aragó, el compromís matrimonial amb sa filla Peronella.
- Inici del segon concili ecumènic de Laterà
- Alfons I, primer rei de Portugal
- Revoltes comunitàries i aristocràtiques a la futura Itàlia

## Necrològiques
- Avempace, filòsof

## Personatges destacats
- Abelard, monjo
- Avempace, filòsof
- Ramon Berenguer IV